# Nowy Cmentarz Żydowski w Fürth
Nowy Cmentarz Żydowski w Fürth będący jedną z dwóch żydowskich nekropolii w mieście.

## Źródła
- Gisela Naomi Blume: Der neue jüdische Friedhof in Fürth. Geschichte – Gräber – Schicksale. Nürnberg: Gesellschaft für Familienforschung in Franken 2019 (Personengeschichtliche Schriften, 12), ISBN 978-3-929865-75-2